# Студіоло палацу Бельфйоре
Студіоло палацу Бельфйоре (італ. Studiolo di Belfiore) — історичний інтер'єр у зниклому, колишньому  палаці Бельфйоре, що був вибудований неподалік міста Феррара і належав родині д'Есте.

## Історія створення
Студіоло палацу Бельфйоре виконувало функцію кабінету курйозів і стало практично першим таким князівським кабінетом на території Італії в добу відродження.
Замовником студіоло був Ліонелло д'Есте у 1447 році.  Батько Ліонелло призначив вихователем князівського сина науковця Гваріно да Верона. Ліонелло подорослішав і замовив вихователю програму для створення студіоло, приміщення, де він міг би віддаватись власним насолодам і освіченому дозвіллю. Гваріно да Верона використав віршовану форму і відправив Ліонелло листа з описом дев'яти муз античності, а також описом того, чому саме покровителькою була кожна муза. Лист було написано 5 листопада 1447 року, від чого і рахують створення студіоло. 
Італійський гуманіст Кіріако Анконський, що відвідав Феррару 1449 року і заміський палаццо Бельфйоре, свідчив про дві стулки з зображенням музи історії Кліо та музи трагедії Мельпомени. Їх створив художник Анжело Макканьїно да Сієна ( ? — 1456). Створення зображень нових муз (Талії та Калліопи) було продовжене художниками Мікеле Панноніо та Козімо Тура. Замовник Ліонелло д'Есте помер 1450 року і декорування студіоло призупинили.
Палац наслідував Борсо д'Есте, у рахунках котрого знайдені записи про створення зображень муз під 1459 та 1563 роками феррарським художником Козімо Тура та грошові розрахунки з ним. 
Художники, що працювали над створенням муз, мали розбіжності у обдаруванні та у майстерності. Низка створених муз для студіоло має абсолютно неканонічне трактування і через малу освіченість художників 15 ст., і через помітне намагання прикрасити твори чудернацькими тронами та атрибутами, і через зміни самої програми, давно написаної Гваріно да Верона, з котрою пізніше могли мало рахуватись.
1632 року палац Бельфйоре був пошкоджений пожежею. До 20 століття дійшло лише вісім зображень з дев'яти первісних. За попередні століття картини з зображенням муз були розпорошені по різним країнам і осіли у різних музеях.

## Галерея збережених зображень восьми муз

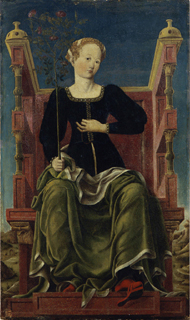
Худ. Андело Макканьїно з Сієни, «Ерато», Національна пінакотека Феррари
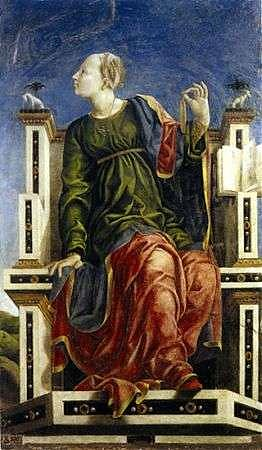
Худ. Андело Макканьїно з Сієни, «Уранія», Національна пінакотека Феррари
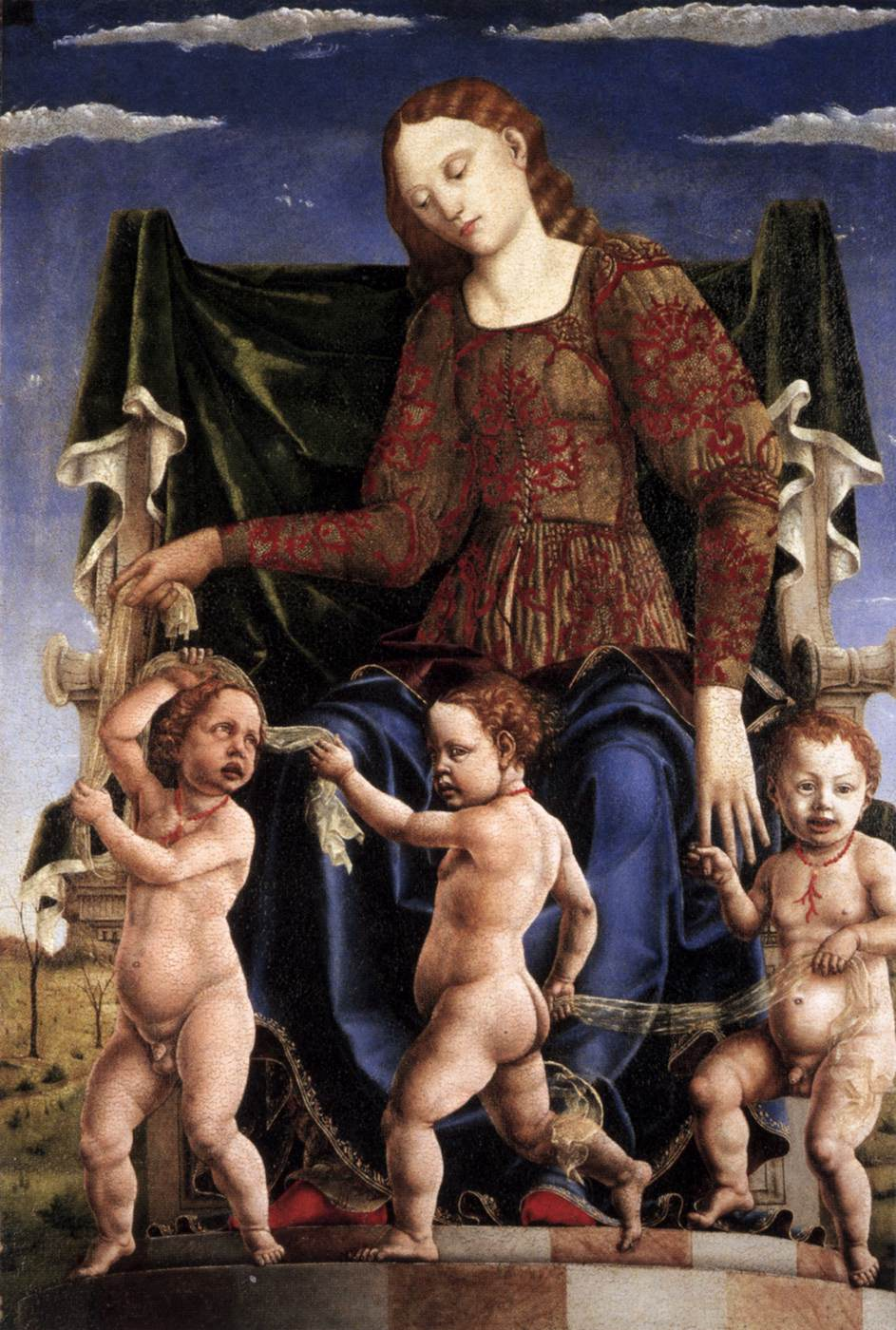
Худ. Андело Макканьїно з Сієни, «Терпсіхора», Музей Польді Пеццолі
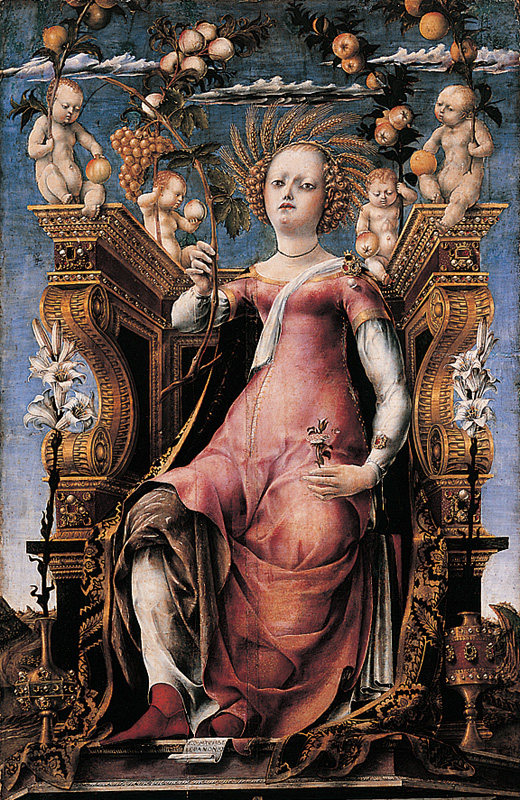
Худ. Мікеле Панноніо, «Талія», Музей образотворчих мистецтв (Будапешт)
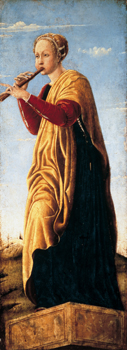
Анонім 15 ст., «Талія», Музей образотворчих мистецтв (Будапешт)
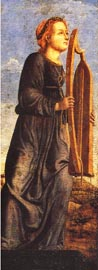
Анонім 15 ст., «Мельпомена», Музей образотворчих мистецтв (Будапешт)
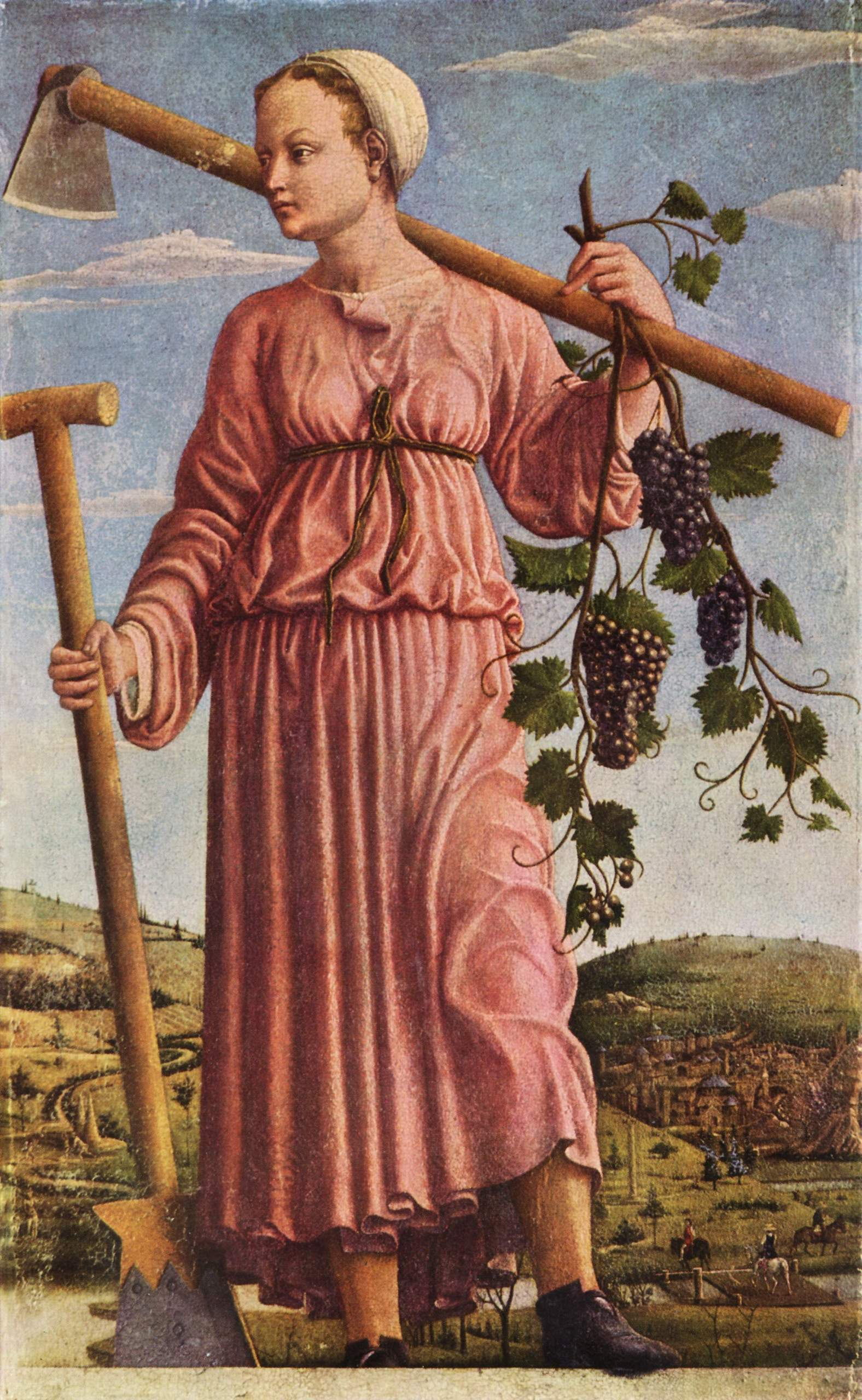
Франческо дель Косса ?, «Полігімнія» або «Осінь», Берлінська картинна галерея
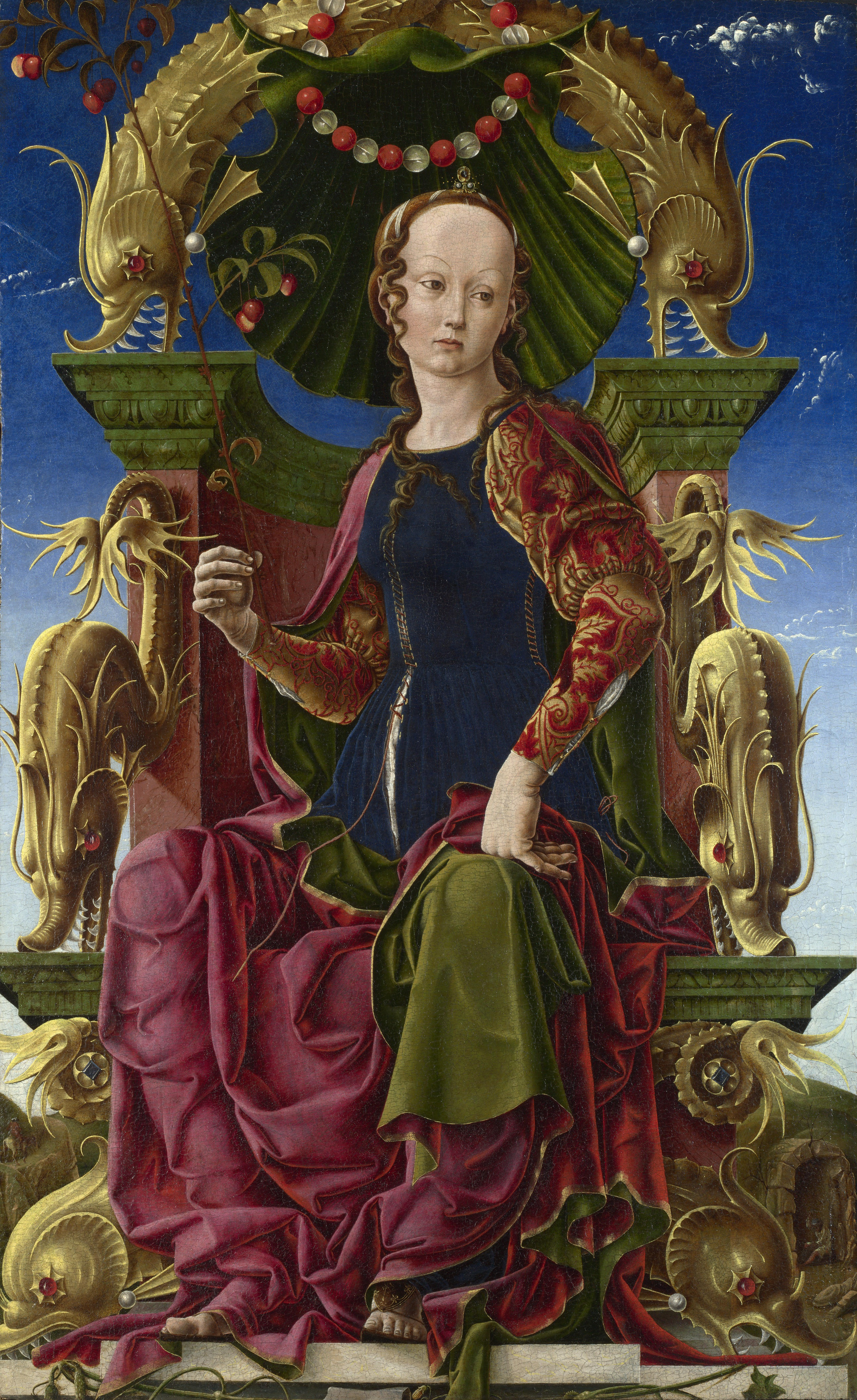
Козімо Тура, «Калліопа», Національна галерея (Лондон)